# Alto Garona
Alto Garona (31; en francés Haute-Garonne, en occitano Nauta Garona) es un departamento francés situado en el sur del país, perteneciente a la región de Occitania.
Su gentilicio es altogaronés (en francés es Haut-Garonnais).

## Geografía
- Limita al norte con Tarn y Garona, al noreste con Tarn, al este con Aude, al sur con Ariège y España (provincias de Lérida y Huesca), y al oeste con Altos Pirineos y Gers.

## Demografía
| 1801    | 1831    | 1841    | 1851    | 1856    | 1861    | 1866      |
| ------- | ------- | ------- | ------- | ------- | ------- | --------- |
| 339.574 | 427.856 | 468.153 | 481.610 | 481.247 | 484.081 | 493.777   |
| 1872    | 1876    | 1881    | 1886    | 1891    | 1896    | 1901      |
| 479.362 | 477.730 | 478.009 | 481.169 | 472.383 | 459.377 | 448.481   |
| 1906    | 1911    | 1921    | 1926    | 1931    | 1936    | 1946      |
| 442.065 | 432.126 | 424.582 | 431.505 | 441.799 | 458.647 | 512.260   |
| 1954    | 1962    | 1968    | 1975    | 1982    | 1990    | 1999      |
| 525.669 | 594.633 | 690.712 | 777.431 | 824.501 | 925.962 | 1.046.338 |

Notas a la tabla:
- La creación el 4 de noviembre de 1808 del departamento de Tarn y Garona supuso la pérdida de la hasta entonces parte septentrional del departamento.

Las mayores ciudades del departamento son (datos del censo de 1999):
- Toulouse 390.350 habitantes; 761.090 en la aglomeración.
- Saint-Gaudens: 10.845 habitantes; 13.053 en la aglomeración.

La aglomeración tolosana está formada por 72 comunas e incluye Colomiers (28.538 habitantes), Tournefeuille (22.758 hab.), Muret (20.735 hab.), Blagnac (20.586 hab.), Plaisance-du-Touch (14.164 hab.), Cugnaux (12.997 hab.), L'Union (12.141 hab.), Balma (11.944 hab.), Ramonville-Saint-Agne (11.696 hab.),  y Saint-Orens-de-Gameville (10.991hab.). La aglomeración ha pasado de suponer el 55% de la población departamental en 1936, al 72% en 1999.